# Alen Steržaj
Alen Steržaj, slovenski glasbenik in novinar, * 5. junij 1972, Postojna. 
Rodil se je v Postojni in zgodnje otroštvo preživel na Rakeku. Od leta 1981 živi v Ljubljani, kjer je obiskoval OŠ Milana Šuštaršiča, za tem pa je leta 1991 maturiral na Gimnaziji Poljane, leta 1997 pa diplomiral iz novinarstva na FDV.
Od leta 1991 je basist pri skupini Big Foot Mama in avtor številnih skladb, kot so Užitek na replay, Normalen, Neki sladkega, Sam prjatla, Slab spomin, Vrn se k men, Oklep ... Med letoma 1993-1997 je bil član spremljevalne skupine Petra Lovšina Vitezi obložene mize, od leta 2007 pa vodi tribute skupino Iron Median. Kot avtor glasbe in/ali besedil je sodeloval tudi z drugimi slovenskimi glasbeniki, med njimi z Ansamblom Lojzeta Slaka, Nino Pušlar, Alyo in Siddharto.
Novinarsko pot je začel pri Slovenskih novicah in reviji Stop, kjer je bil od leta 1999-2003 tudi glasbeni urednik, vmes je pisal tudi scenarije za TV oddajo Odklop. Od leta 2003-2019 je bil glasbeni novinar na Delu, v raznih revijah in časopisih je objavil številne reportaže s potovanj po Afriki, Aziji, Ameriki in Evropi, leta 2015 pa je pri Mladinski knjigi izdal še knjižni prvenec Pa ste vi normalni?! (COBISS).